# Cuisine roumaine et moldave

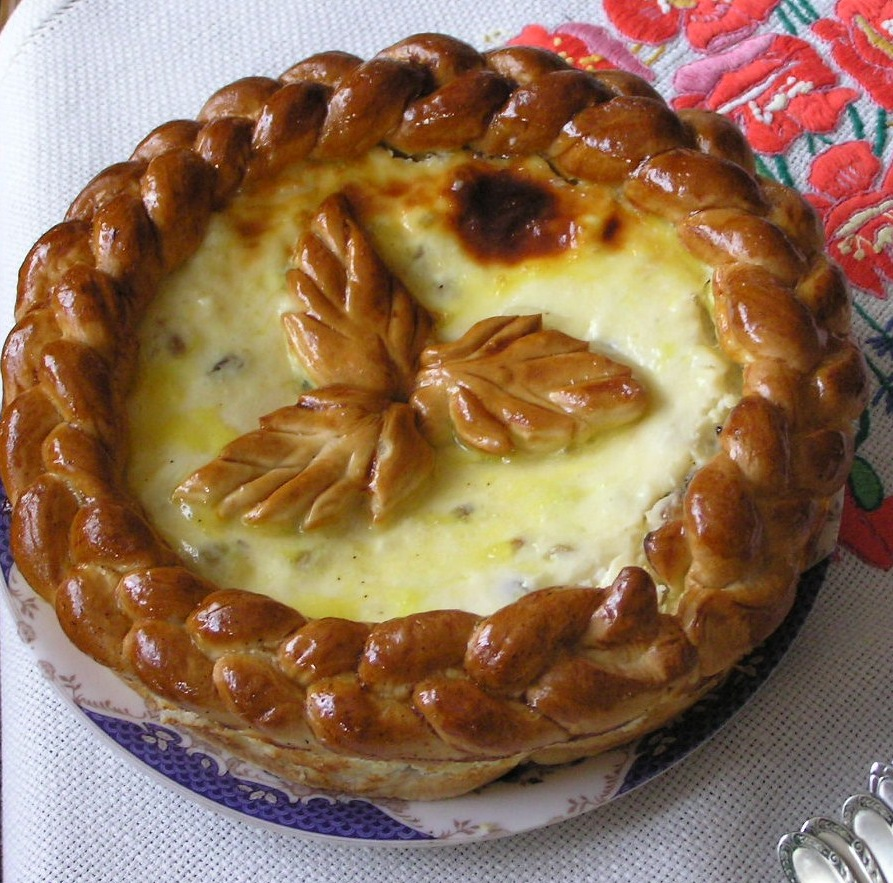
Une pască, gâteau de Pâques.

La cuisine roumaine et moldave est l'ensemble des plats, vins (voir Viticulture en Moldavie et Viticulture en Roumanie) et autres boissons traditionnelles de Roumanie et de Moldavie, avec les pratiques, traditions et usages afférents. Les principales spécialités des deux pays sont les Alivenci (feuilletés), les Ardei umpluți (poivrons farcis), le Balmoș (autre feuilleté), la Brânzoaică (un peu l'équivalent des roulés au fromage), le Bulz (plat de résistance), les Cocoloși, la Mămăligă (polenta, dont la polenta feuilletée), les Mititei (roulés de viande aux herbes et au barbecue, une véritable institution : voir plus bas), la Plăcintă (tiropita), les Sarmale (feuilles de choux farcies), les Sărmăluțe în foi de viță et la Tochitură.
La cuisine des Roumains et Moldaves puise ses origines aux différentes influences qui se croisent dans ces pays : le nord (Transylvanie et Moldavie) se rapproche de l'Europe du Nord, où dominent le chou, la pomme de terre, les farces, les vins bruts ; le sud (Valachie) se rapproche des Balkans avec des plats plus légers, du poisson, des brochettes, des vins doux ; partout, ciorbă, mămăligă, aubergines, tomates, poivrons doux, courgettes, ail, oignon, laitages et grillades forment les plats traditionnels (à ceci près que depuis l'arrivée du maïs en Europe, la mămăligă est à base de farine de maïs). La cuisine roumaine/moldave n'est pas pimentée, comme se l'imaginent souvent les occidentaux.
Bien qu'avec la mondialisation les goûts soient en train de changer, traditionnellement les Roumains et Moldaves ne consomment pas beaucoup les fromages très faits, les escargots, les cuisses de grenouilles ou les fruits de mer autres que les crustacés et les moules. Leur petit-déjeuner est plus proche du modèle anglo-saxon que du modèle latin, et comporte des laitages, des œufs et des charcuteries. La cuisine roumaine et moldave reste liée à ses racines paysannes et très influencée par les saisons : l'été, fruits et légumes sont consommés frais, alors que l'hiver, les légumes et les fruits frais sont remplacés par des conserves en saumure, ou plus rarement au vinaigre. La géographie contrastée a aussi conditionné la diversité des préparations culinaires.

## Légumes

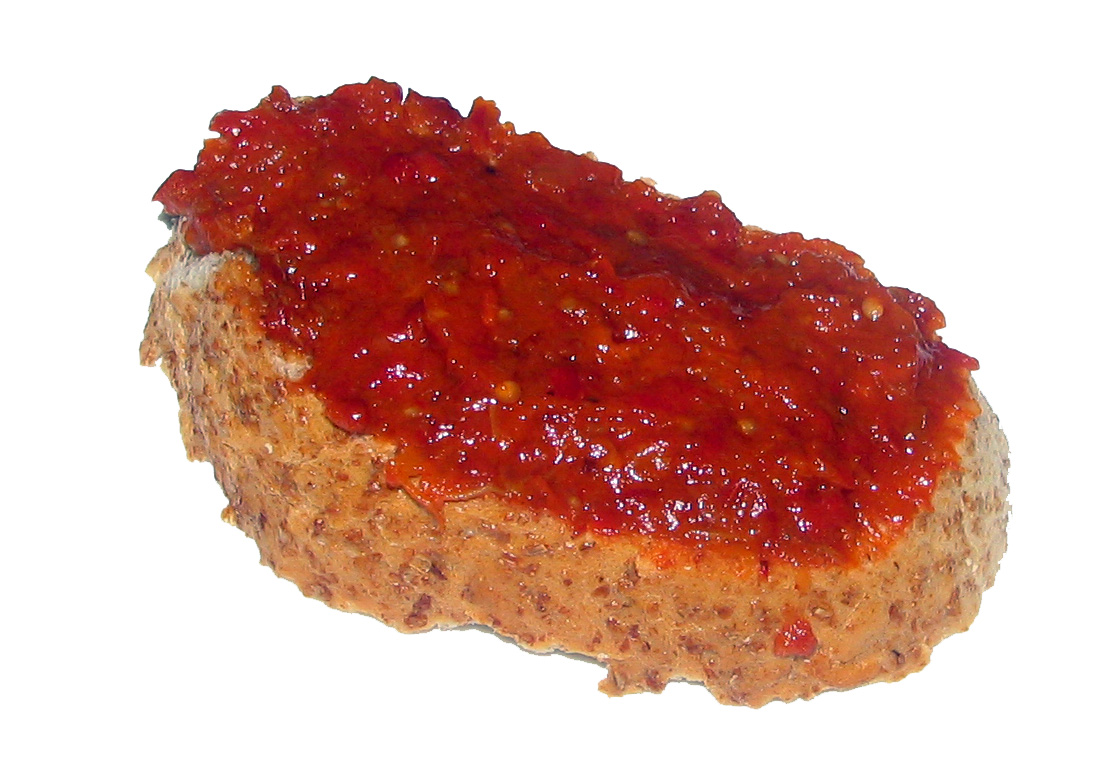
Tartine de zacuscă.

La cuisine familiale de Roumanie et Moldavie reste proche ses racines paysannes et elle est souvent rustique :  pomme de terre, champignons, oignons, mamaliga, chou blanc et chou vert sont des ingrédients de base. En hiver, les légumes se font rares ; on trouve essentiellement des racines (panais, persil tubéreux aux origines allemandes, patate douce, topinambours, betteraves, chou-rave); le navet est inconnu. Les ménagères roumaines utilisent plusieurs techniques de conservation des légumes d'été comme:
- dans la saumure : varza acra un cousin éloigné de la choucroute : le chou blanc est conservé dans une saumure. Ses feuilles sont utilisées pour les sarmale, où elles enveloppent un mélange de riz et de viande.
- en conserve : zacuscă
- dans le vinaigre : les castraveți, les murături...pastèque saumurée et cornichons « à la russe » sont servis froids en tant que légumes accompagnant les ragoût et la polenta locale (mamaliga).

En Roumanie et Moldavie, les herbes sauvages entrent dans beaucoup de préparations. L'ortie (urzica), la livèche (leustean), le rumex (stevie) agrémentent les soupes (bortsch vert). Les fleurs d'acacias, de nénuphar et de tilleul servent à la confection de confitures. Et les fleurs de sureau sont utilisées pour faire la socată. Les baies d'arbousiers sont prisées pour leurs vertus.

## Viandes
Depuis la Libération de 1989, les Roumains/Moldaves sont redevenus, comme avant 1939, de grands consommateurs de viandes, alors qu'entre 1939 et 1989 ils étaient, bien malgré eux et par la force des choses, devenus presque végétariens (à l'exception notable de la nomenklatura, qui, avec sa parentèle, représentait tout de même environ un sixième de la population, et qui perpétua pendant ce laps de temps les traditions culinaires). Poulet et dinde sont les seules volailles disponibles dans les commerces et sur les marchés. Le lapin et le canard sont rares. Le bœuf existe et l'on trouve essentiellement des bas morceaux consommés en soupes et ragoûts. Le mouton reste un plat d'exception et le veau est rare. On trouve sous l'appellation « mânzat » du jeune bovin (génisson ou génisse).

### Bœuf
La cuisine roumaine/moldave utilise moins la viande bovine que la porcine ou ovine. L'explication de cette plus basse consommation de viande de bœuf est historique (voir plus bas), mais aussi pratique, car le bœuf est d'abord élevé pour la traction et la vache pour son lait.

### Porc

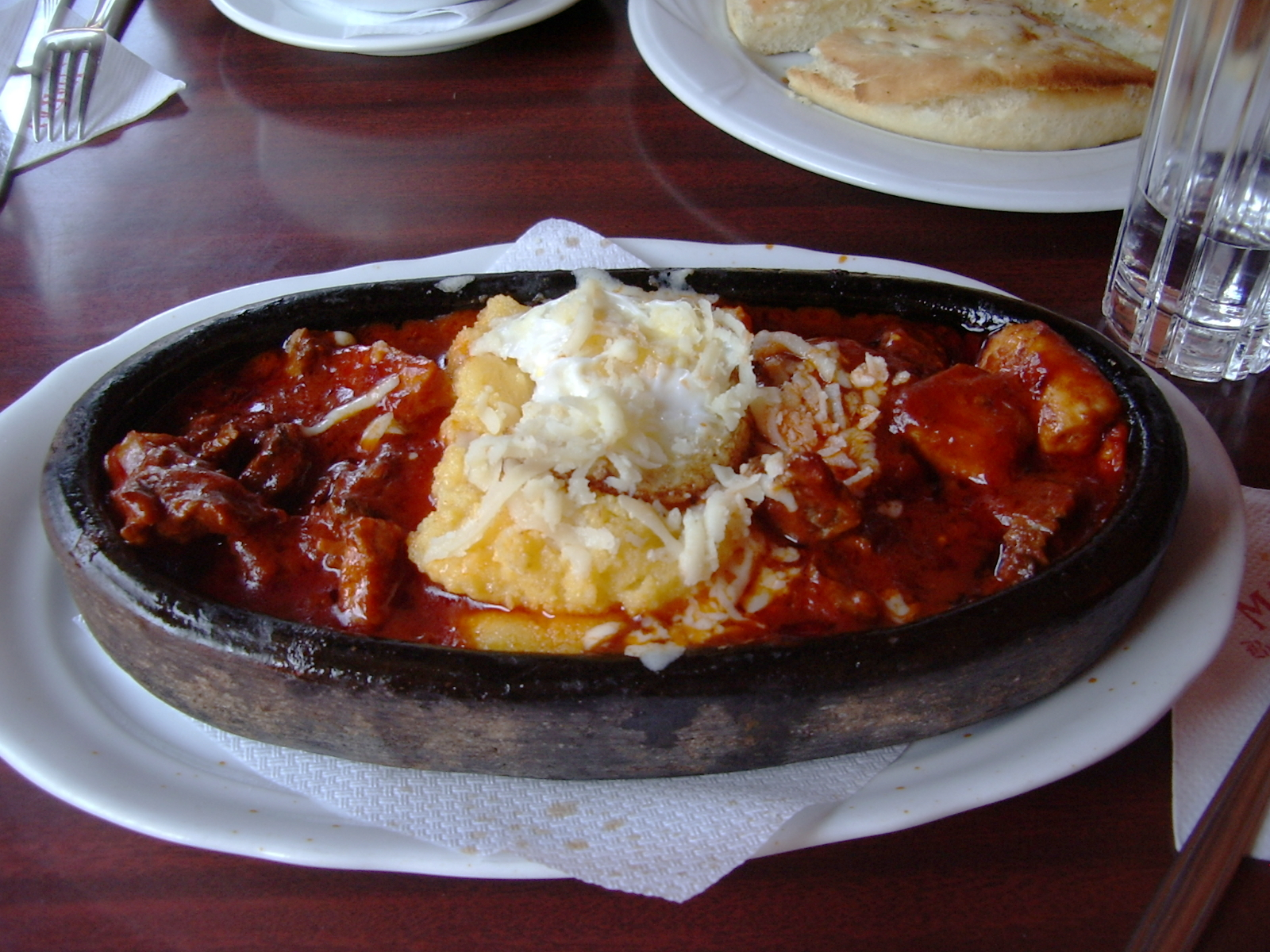
Tocană de porc cu mămăligă (rôti de porc à la polenta)

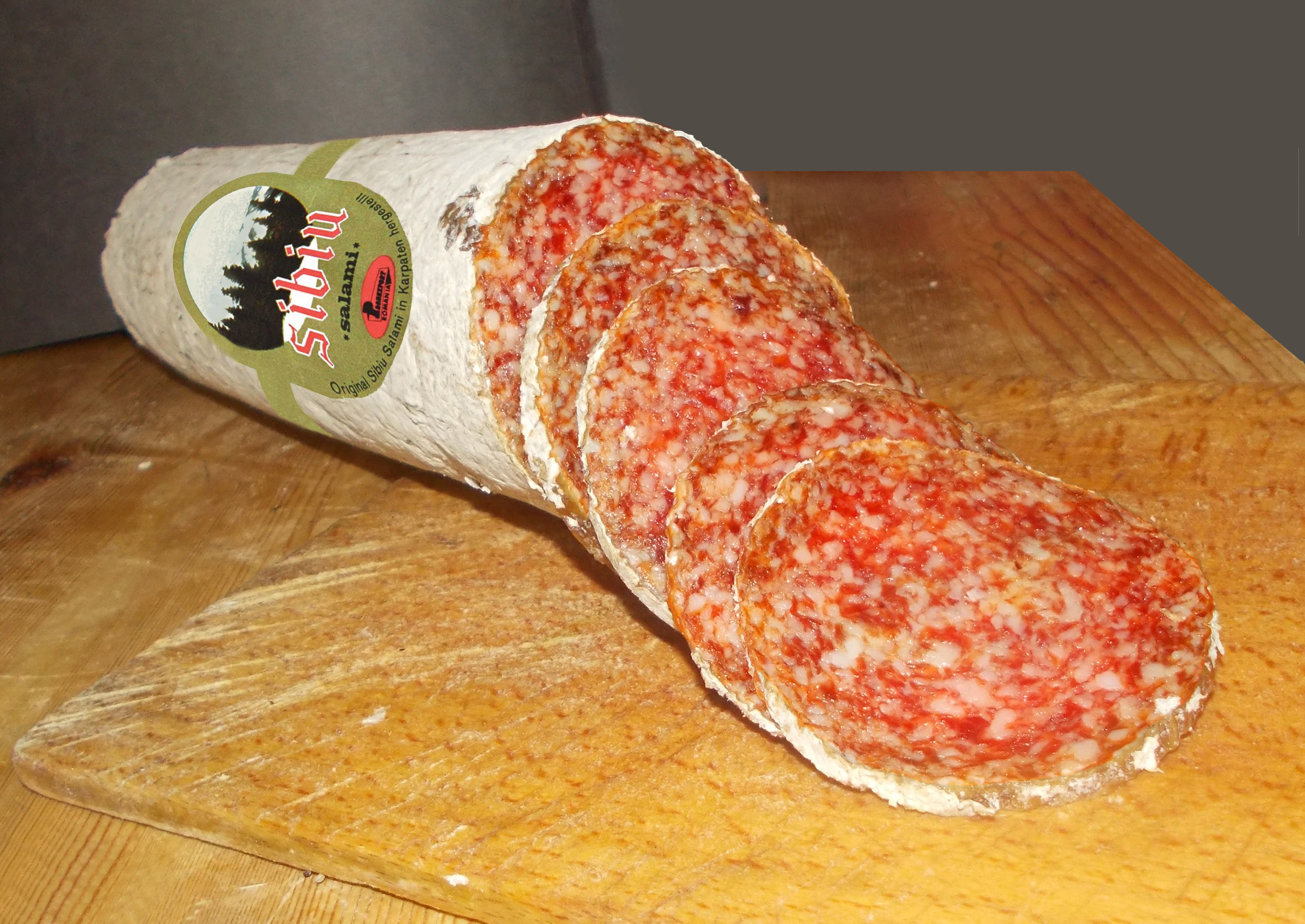
Salami de Sibiu pour l'exportation vers l'Allemagne (photo de 1988 avec l'étiquette de l'entreprise d'exportation d'État de l'époque - Prodexport).

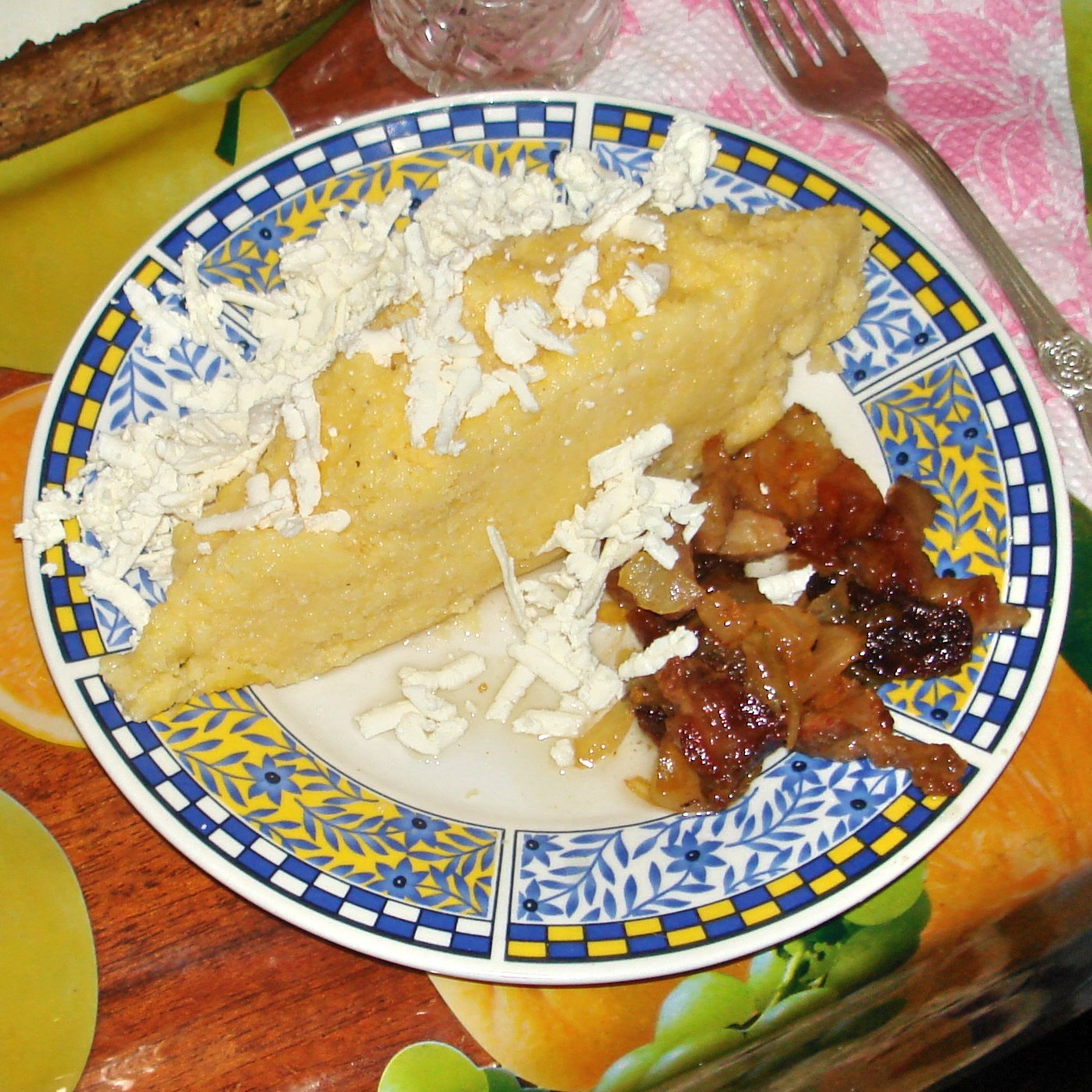
Assiette de mămăligă cu brânză.

« Dans le cochon, tout est bon ». Le dicton se vérifie en Roumanie et Moldavie, où rien ne se perd dans cet animal et tout se mange, même les os qui servent à la confection d'une soupe, la ciorbă de oase.
L'explication de la grande consommation de viande de porc dans la gastronomie traditionnelle roumaine s'explique par son histoire : les principautés roumaines ont été longtemps tributaires de l'Empire ottoman auquel elles devaient envoyer des troupeaux de vaches et de moutons au cours des XVIe et XVIIe siècles, de sorte que la viande de porc (haram dans la cuisine islamique, voir Coran, V, 3) et celle des volailles sont devenues majoritaires dans les assiettes valaques, transylvaines ou moldaves.
Bien avant cela, à l'époque romaine, on sait par le De re coquinaria de Marcus Gavius Apicius, qui ne mentionne qu'une seule recette de bœuf et trois pour la viande de veau, que c'était la viande de porc qui était la plus consommée, car le cochon fut le seul animal à être élevé exclusivement pour la boucherie. On castrait les mâles pour favoriser la prise de poids, on les engraissait en leur donnant de l'orge, des fèves et céréales variées ajoutées à des glands et on obtenait ainsi des bêtes énormes dont l'abattage se faisait avant l'âge de trois ans.
En Roumanie et Moldavie, comme dans toute l'Europe, la viande la plus courante et donc la plus utilisée au Moyen Âge était le porc, dont on tirait la charcuterie comme : les saucisses, les saucissons, le lard... Le bétail ovin ou bovin et même les poules étaient quelque chose d'inestimable, on faisait en sorte d'en tirer tout ce qu'on pouvait avant de le tuer : labeur dans les champs, laine, lait ou œufs. Comme il n'y avait pas de réfrigérateurs, on préservait la viande par salaison, fumage, séchage…
De nos jours, la Roumanie et la Moldavie élèvent toujours beaucoup de porcs, mais en plus, elles en importent en quantité. En 2004, la Roumanie était le troisième pays hors de l'Union européenne à importer de la viande de porc originaire de l'Union européenne.
Le risque d'une épizootie d'encéphalopathie spongiforme bovine et de tremblante du mouton et surtout la psychose qui en a découlé, ont encore plus encouragé la consommation de viande porcine.
Enfin, depuis son adhésion à l'Union européenne en 2007, la Roumanie a vu baisser sa consommation de viande bovine en raison de la hausse des prix, liée à la fin des importations de viande brésilienne à faibles droits de douane.

### Gibiers
Dans les forêts roumaines, on trouve en abondance du gibier (dont de l'ours, du faisan, etc.). Mais dans le commerce, on trouve rarement du gibier frais car les chasseurs le gardent pour leur propre consommation ; il est souvent importé et congelé.

### Abats
Les abats, ont une place prépondérante dans la cuisine roumaine. Ils sont intéressants car moins chers et parfois plus nourrissants que la viande. On retrouve les abats dans les plats comme le drob, la ciorbă de burtă ou les caltaboși.

### Charcuteries
Le porc, le bœuf et le mouton servent à la confection de charcuteries roumaines. Il existe une grande variété de charcuteries en Roumanie, comme la slănina, le tobă, le lebar ou encore le sângerete. Peu d'entre elles sont vraiment originaires de Roumanie, l'influence des voisins étant très marquée.
Les saucisses roumaines sont d’habitude plutôt grasses. La viande est hachée finement, mélangée avec du lard, de l’ail et d’autres épices, puis emballée dans des boyaux de porc. Les saucisses sont ensuite laissées à sécher quelques jours et fumées dans des fumoirs à viande spéciaux. Les charcuteries peuvent aussi être frites.
Les charcuteries les plus réputées sont les saucisses de Pleșcoi et le fameux salam de Sibiu qui est considéré comme une denrée de luxe.

## Poissons
Les principaux poissons cuisinés dans les cuisines roumaines sont la sandre (șalău), la carpe (crap), l'Alose pontique (scrumbie) et l'anchois (hamsie). Mais d'autres poissons d'eau douce ou de mer sont aussi pêchés comme la truite (păstrăv), le silure (somn), le brochet (știucă) ou l'esturgeon (nisetru). En Roumanie et Moldavie on consomme également des écrevisses (raci) qui sont souvent accompagnées de scorcolga.
Les restaurants de poissons proposent, jusque dans le Banat, des poissons de mer et des crustacés, mais en dehors de Constanța et de Mangalia sur la Mer Noire, il s'agit de produits congelés et importés.

## Pâtisseries

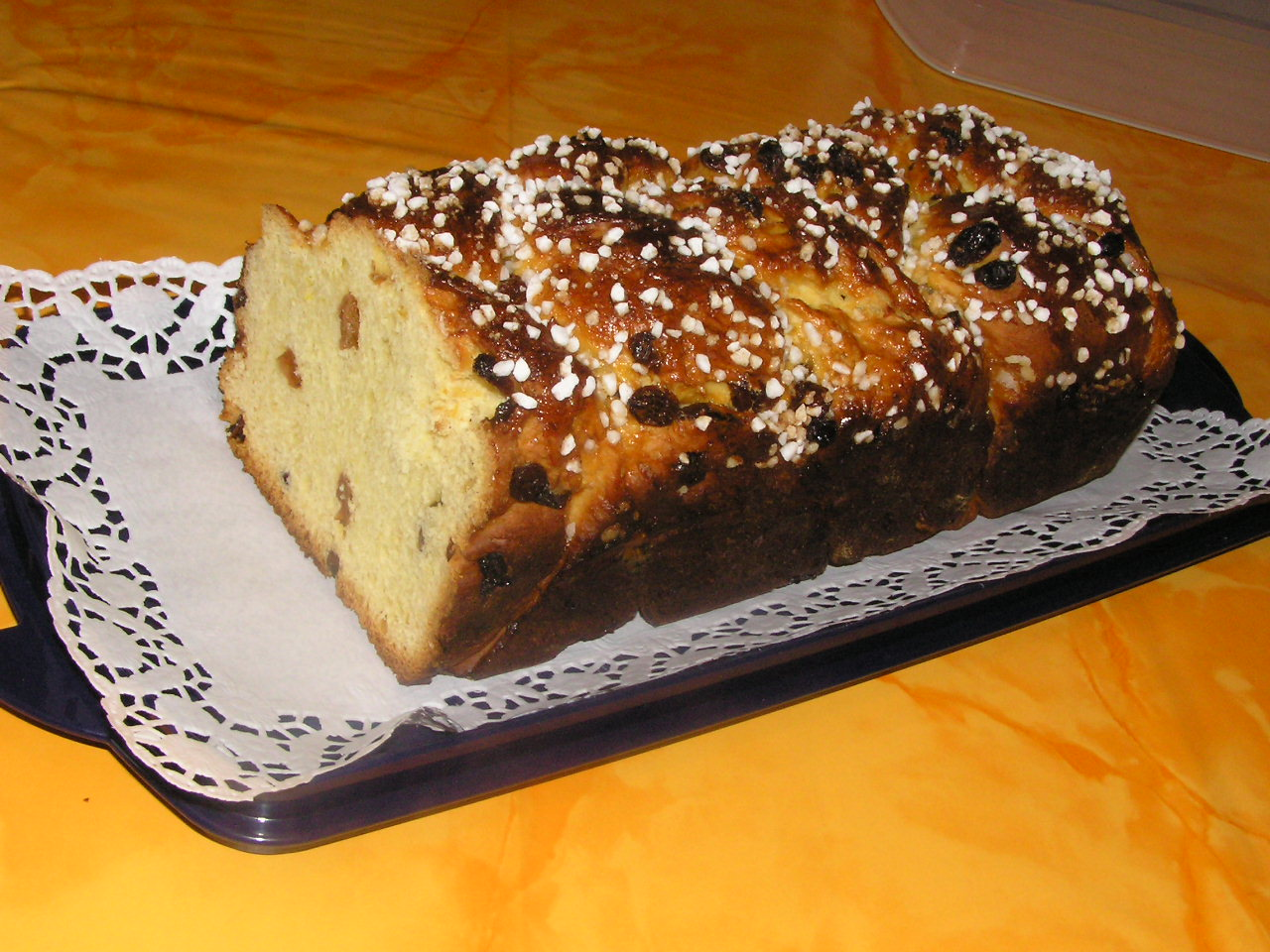
Cozonac.

Les desserts les plus connus de Roumanie sont liés à des traditions religieuses. Il en est ainsi du cozonac qui se mange pour Noël, de la pască pour Pâques, des sfințișori le 9 mars, ou de la colivă lors des enterrements. Certaines pâtisseries roumaines sont d'origine turque, comme le halva, la baclava ou encore le loukoum, qui se dénomme rahat. À noter que le loukoum est utilisé comme ingrédient dans beaucoup de recettes pâtissières roumaines comme le cozonac, les cornulețe ou le salam de biscuiți.
Mais les plus populaires pâtisseries de Roumanie sont les friands feuilletés nommés plăcintă (du latin placenta) qui peuvent être sucrés (plăcintă aux pommes) ou salés (plăcintă au fromage, aux épinards, à la viande ou dobrogeană, proche des tiropites grecques).

## Boissons
La Roumanie et la Moldavie sont des pays viticoles importants, ainsi que des producteurs d'eaux-de-vie.
Assez peu raffinés sous le régime communiste, les vins roumains se sont spectaculairement bonifiés dans les années 1990-2000. Les vins de la république moldave avaient quant à eux conservé leur réputation d'excellence tout au long de la période soviétique. Si, en 2007, on trouvait encore relativement peu de vins rosés, cet état de fait pourrait évoluer en fonction du marché touristique et de l'exportation. Les bières et les liqueurs sont aussi diverses et nombreuses.

### Bières
La bière en Roumanie vient d'une longue tradition de brasserie, introduite en Transylvanie par des colons allemands (les saxons de Transylvanie) et en Moldavie grâce aux liens culturels avec la Roumanie. 
Les bières blondes roumaines, plutôt légères, comme la Golden Brau sont plus prisées que le vin par les jeunes générations. En Bucovine, la bière de Suceava servie à la pression a bonne réputation. En Transylvanie, la bière de Miercurea Ciuc est brassée avec une eau très pure. Les bières brunes de Roumanie valent aussi le détour : la Silva ou l’Ursus.

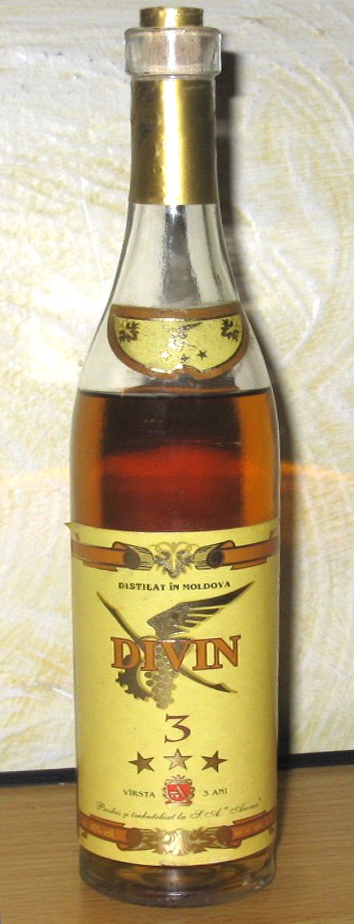
Le « Divin », une eau-de-vie de vin de Moldavie.

Les marques Ursus et Timișoreana se rencontrent un peu partout, de même que la Pilsner Urquell. La Roumanie comptait, en 2007, plus de trente brasseries dont plus de vingt-cinq de taille moyenne à petite. La Solca est produite depuis 1810 dans la ville homonyme de Bucovine. Des fêtes de la bière sont organisées dans diverses villes dont Arad et Brașov.
Les bières les plus courantes sont l’Ursus de Cluj, la Ciuc de Miercurea Ciuc, la Timișoreana de Timișoara et la Bergenbier de Blaj.

### Eaux-de-vie
Les eaux-de-vie sont réputées pour leur excellence, notamment la țuică et la pălincă de Transylvanie, la horincă du Maramureș, et le turț de Satu Mare, qui sont des eaux-de-vie de prune. Les eaux-de-vie sont souvent désignées par le terme générique palincă. Les vermouths sont aussi répandus (dont le pelin dont le goût s'apparente au retsina crétois).
On trouve d'autres liqueurs réputées produites avec des fruits, comme l'afinată obtenue par la macération de myrtilles, la zmeurată à base de framboises, ou la vișinată, faite de cerises.

### Eaux minérales
Les eaux minérales (légèrement gazeuses) et eaux de source (eaux plates) locales dominent très largement le marché de la restauration (peu pénétré par les eaux des multinationales).
Le pays est riche en sources, la Dorna, Bucovina plata, Borsec, Perla Harghitei, Izvorul Minunilor, Carpatina, etc.

### Vin
Un proverbe roumain dit : « Si le Danube était fait de vin, il y aurait un fleuve en moins »...
La culture de la vigne est connue en Roumanie et Moldavie depuis l'antiquité, favorisée par sa position géographique au sud est de l’Europe, avec l’ouverture sur la mer Noire. Dans la légende, Dionysos le dieu du vin, serait né en Thrace, dont la Dacie faisait partie.
Les vins sont nommés généralement par leurs terroirs mais aussi parfois par leurs cépages (Riesling de Rin ou Riesling italien, par exemple). Depuis la Dobrogée en bordure de mer noire jusqu'au Banat, il existe sept grandes régions vini-viticoles en Roumanie : Banat, Crisana et Maramures, Dobrogée, la province de Moldavie, Muntenie, Olténie, Transylvanie. Chaque région comprend de multiples terroirs (ainsi le Recaș, du district administratif de Timiș, dans la province du Banat qui inclut aussi le terroir de Moldova Nouă, Nouvelle Moldavie, dans le district de Caraș-Severin). Il est donc malaisé, sans initiation préalable, de choisir un vin sur une carte de restaurant : de l'aligoté au zaibăr, le choix est très vaste, aussi étendu qu'en Italie ou en France, et certains noms, supposés évocateurs - ainsi de l'alicante bouschet - pourront déconcerter les amateurs du Valenciano, en Espagne.
Tout comme en République moldave, dont les viticulteurs s'étaient adaptés principalement aux préférences russes ou ukrainiennes, les vins liquoreux ou doux sont appréciés en Roumanie. Le choix d'un vin doit donc s'effectuer en fonction de critères liés à la teneur en sucres. Dans certains cas, si les mentions sec ou demi-sec ne figurent pas sur l'étiquette, il peut s'agir, selon le goût français, d'un vin considéré liquoreux.
Les vins sont aussi distillés pour donner des boissons apéritives et des eaux-de-vie.

### Boissons sucrées
Comme boisson sucrée traditionnelle, la Roumanie produit la socată. On peut également noter l'existence du Fanta Socata qui est un soda dérivé de la socată.
En hiver, on boit la bragă, la version roumaine de la boza.

## Traditions populaires

### Traditions culinaires religieuses

#### Noël
Pour Noël, les enfants chantent des chants de Noël, les colindă dans leurs quartiers ou dans leurs villages. De porte en porte, les enfants reçoivent selon la tradition : des colaci, des covrigi, des fruits ou de l'argent.
Le 20 décembre, les Roumains entreprennent le sacrifice du porc, animal avec lequel on prépare la grande majorité des plats pour Noël, comme la ciorbă de oase (soupe à l'os), les sarmale, le răcituri. Les saucisses comme le caltaboș ou la tobă seront aussi présentes à l'occasion.  
Le cozonac est le dessert incontournable pour conclure le repas de Noël.
On retrouvera les sarmale sur les tables à l'occasion de la fête de l'Épiphanie (Bobotează).

#### 9 mars
Tous les ans, le 9 mars, les Roumains mangent le Sfințișori, en l’honneur des saints martyrs. La coutume veut que chaque personne et plutôt les hommes, boive 40 verres de țuică, vin ou bière, peu importe en l'honneur de chaque martyr.

#### Pâques
Pendant la période du Carême, selon la tradition, les Roumains consomment uniquement des plats végétariens, comme la fasole bătută, la « salade d'aubergines » (salată de vinete) ou la zacuscă
La Pâques est un festin culinaire, traditionnellement préparé autour de la viande d’agneau. Le repas est copieux pour compenser les privations d'un carême de 40 jours. Parmi les plats traditionnels que les ménagères préparent pour le repas de Pâques, on compte le stufat, les sarmale, et le drob. Le cozonac ou la pască sont les desserts incontournables d'un repas de Pâques.

#### Enterrements
Lors des enterrements, on prépare le colivă.
À la fin d'un enterrement orthodoxe, sur le cimetière, on offre un verre de Țuică et une tranche de pain pour trinquer à l'honneur de l'âme du décédé.

### Autres traditions populaires

#### Grătar

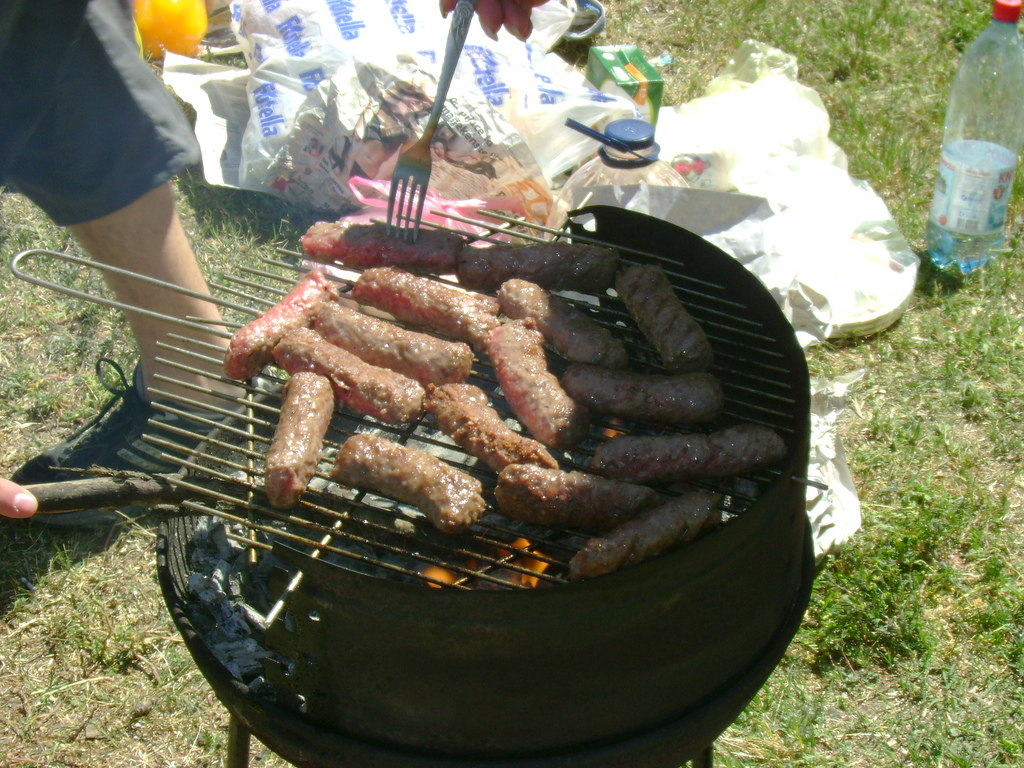
Mititei sur le gril.

Le grătar est presque un phénomène de société. Dès les beaux jours venus, les Roumains vont dans la campagne, se garent dans un coin de verdure, allument le barbecue et font griller des mititei, plus couramment nommés « mici » en buvant quelques bières. Chaque week-end, la campagne roumaine est ainsi prise d’assaut par les grătăriști. En Roumanie, la fête est toujours synonyme de repas, de nourriture et donc faire un grătar est synonyme de fête.

#### Festivals
Il y a plusieurs festivals qui se déroulent toute l’année à travers tout le pays. Parmi eux, le festival de la moisson et de la truite au mois d’août à Ciocănești dans le département de Suceava. Le festival international des sarmale a lieu tous les ans en septembre à Praid, dans le județ de Harghita. 
Le festival du vin et de la vigne, la fête du moût ou encore le festival des fromages et du mouton fumé, organisé en octobre à Bran, dans le județ de Brașov.

## Histoire de la cuisine roumaine

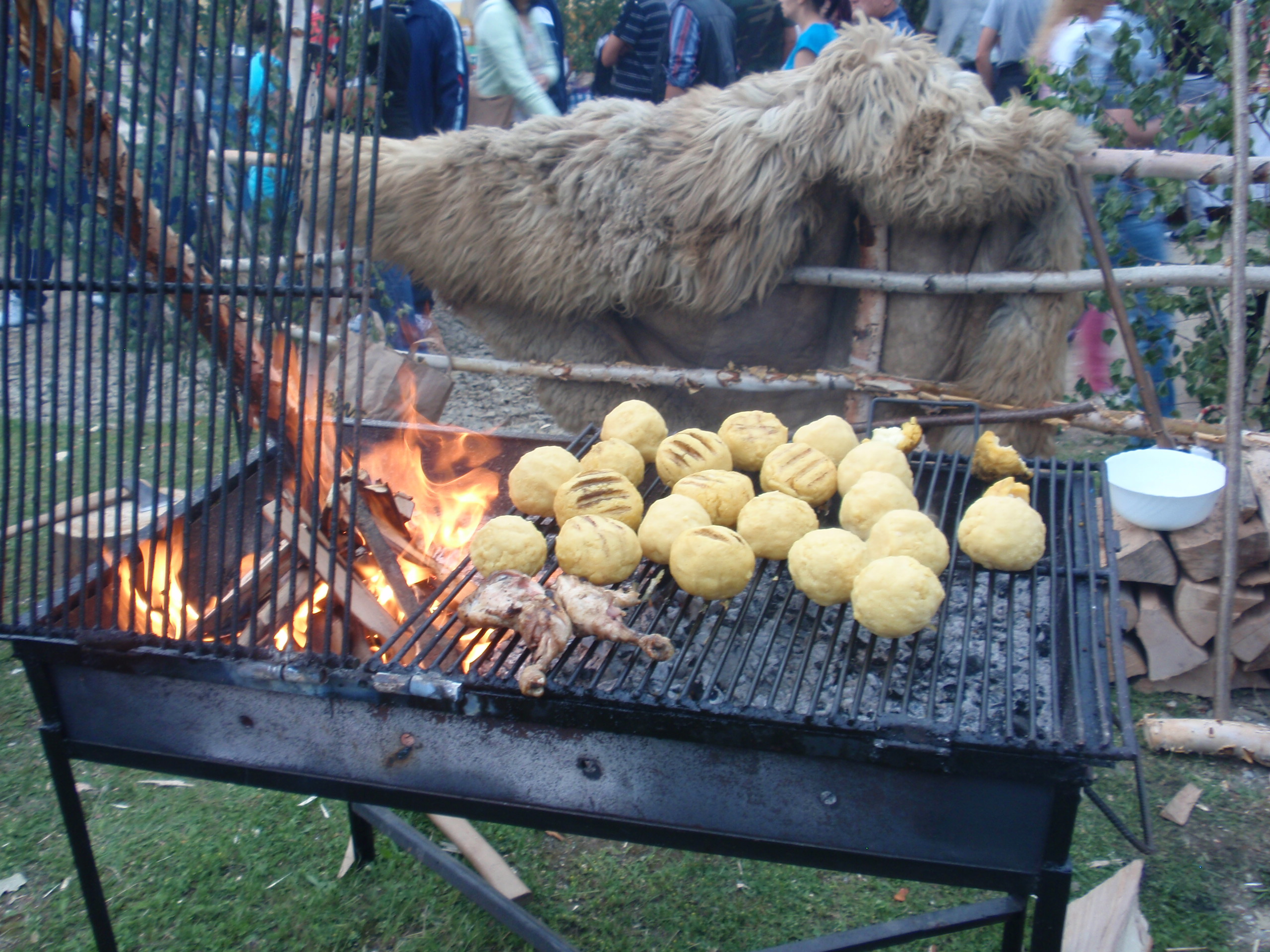
Cocoloși sur un barbecue.

### Témoignages
Dès l'Antiquité, les Balkans, Grèce antique incluse, partageaient les mêmes spécialités culinaires (à base de fèves, de céréales, de fromages, de viandes grillées, de noix et de miel) comme en témoignent des allusions dans les écrits d'Apollonios de Rhodes, d'Archestrate, d'Aristophane, d'Hérodote, d'Ovide, de Palaiphatos, de Strabon ou de Thucydide lorsqu'ils évoquent les Thraces, Gètes et autres Daces.

### Cuisine dace
On sait que les Daces produisaient déjà du vin, puisque le roi Burebista l'a interdit dans son royaume avant toute bataille.

### Latinisation de la gastronomie
Au premier siècle de notre ère, les romains latinisent les daces. Dans la gastronomie, il en résulte un goût certain et ancré dans les siècles, pour les pâtisseries à base de fromage, comme le alivenci, la pască ou la brânzoaică.

### Influence grecque
On trouvera des influences hellènes dues au commerce avec les colonies grecques de la mer Noire, ainsi qu'à la présence des communautés helléniques et phanariotes dans les principautés danubiennes. Il existe un fromage roumain qui se rapproche de la feta grecque : c'est la telemea. La moussaka est consommée en Roumanie, mais les aubergines sont parfois remplacédes par des pommes de terre.
Le tarama a son équivalent roumain : la salată de icre.

### Échanges balkaniques
Le babic fabriqué à Pleșcoi est une saucisse également serbe, proche du ghiudem ottoman (güdem) ; les mici trouvent au sud du Danube leur équivalent dans les cevapcici et les sarmale dans les dolmas.

### Influence ottomane

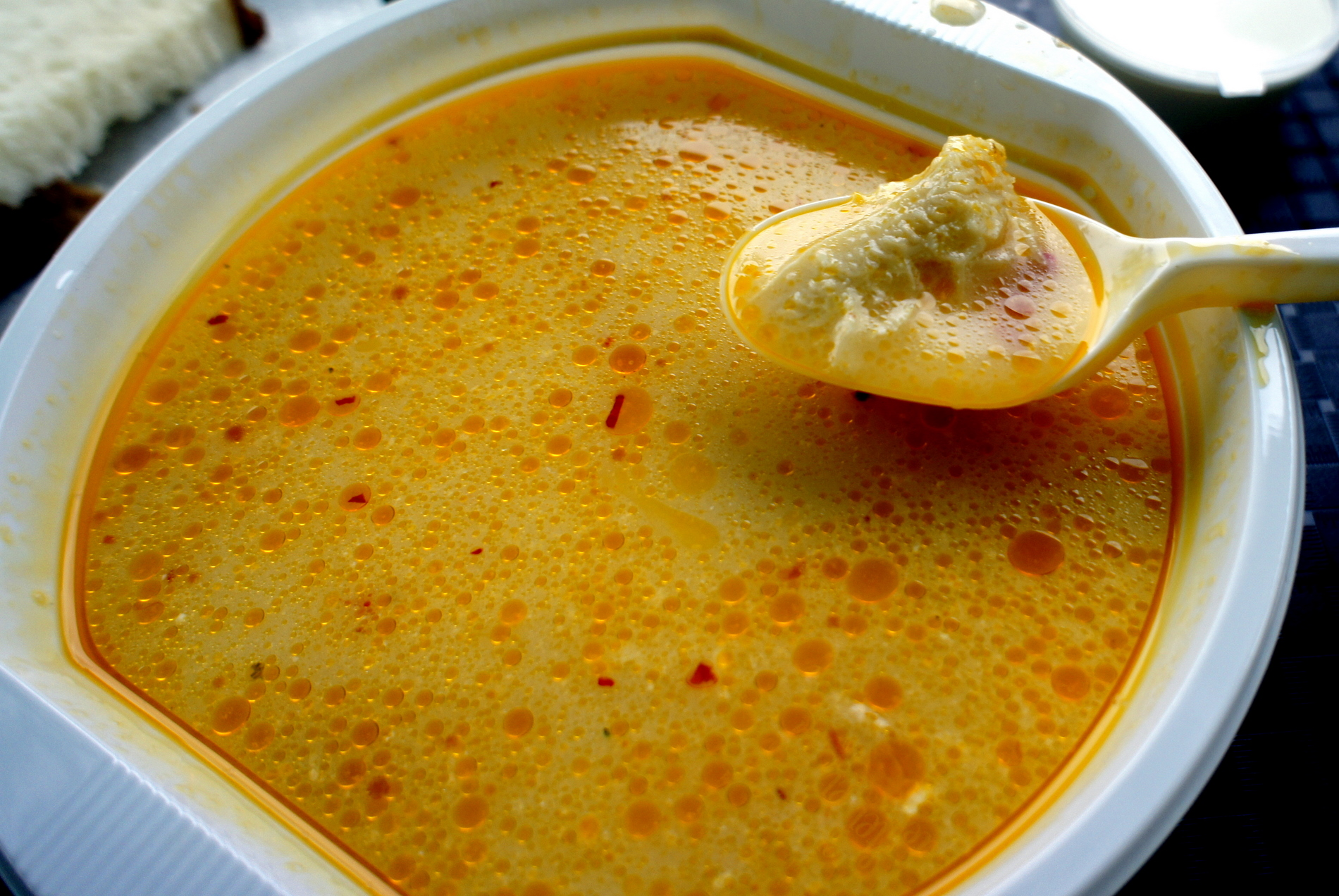
Ciorbă de burtă.

Pendant des siècles, les principautés roumaines ont été tributaires de l'Empire ottoman. Les échanges culinaires ont enrichi la table roumaine comme celles des pays voisins, surtout pour les jours de fête : hors-d'œuvre à base d'aubergines, de poivrons ou autres légumes confits, diverses préparations de viande épicée comme les chiftele, le ghiveci et la ciorbă de burtă. Et surtout un incomparable cortège de friandises : les pâtisseries où s'associent le miel et les noix comme le baclava, le halva et le rahat qui est utilisé dans des gâteaux tel que les cornulețe. Le café aussi se boit à la turque en Roumanie.

### Influence germanique
Dès le XIIIe siècle, la colonisation germanique vers l'Est a implanté en Transylvanie des communautés allemandes et de plus, depuis la fin du XVIIe siècle, la Transylvanie est devenue une partie de l'Empire des Habsbourg, ultérieurement devenu l'Autriche-Hongrie. C'est dire que l'influence germanique est, en cuisine roumaine et moldave, aussi ancienne que l'influence balkanique. Elle se manifeste par la présence du șnițel, du lebar, et dans les entrées, du gulaș. Les bières proviennent d'une longue tradition de brasserie roumaine introduite au Moyen Âge par les Saxons de Transylvanie. Les covrigi sont l'équivalent roumain des bretzels.

### Influence des légumes américains
Au cours des XVIe et XVIIe siècles, la cuisine roumaine a assimilé de nombreux aliments venus du Nouveau Monde. Par exemple, la fasole bătută prend ses racines avec l'arrivée des haricots du continent américain. La culture du maïs est introduite en Roumanie par l'armée autrichienne lors des guerres austro-turques du XVIIe siècle. Dès lors, la mămăligă de millet sera remplacé petit à petit par la mămăligă de maïs.

### Influence française
L'amitié franco-roumaine date de l'époque où Napoléon III a permis la création de la Roumanie indépendante. Cette sympathie pour la France a engendré un certain engouement pour la culture française en Roumanie.
De ce fait, la cuisine roumaine a été influencée par la gastronomie hexagonale. La plus claire ressemblance entre la table roumaine et française est la choucroute. Les roumains sont comme les alsaciens, de grands consommateurs de choucroute.
Mais d'autres plats prouvent l'apport de la gastronomie française dans la cuisine roumaine comme, le cordon bleu, le sângerete qui est une adaptation du boudin  noir pour les palais roumains.
Mais l'influence française dans la gastronomie roumaine se manifeste surtout dans la pâtisserie, notamment avec le lapte de pasăre (îles flottantes), le Joffre ou l'amandină.

### Exportation de la gastronomie roumaine dans le monde auXIXesiècle
Le pastramă roumain est importé à New York, aux États-Unis, par des émigrants juifs roumains vers 1872, et se dénomme là-bas pastrami par l'influence du salami.

### Influence russe
La cuisine russe est représentée sous diverses formes, dont les zacuscă qui se présentent généralement en canapés. Le mot smântână désignant la crème fraîche, dérive du slave smetana (сметана en russe). Elle s'est implantée en Roumanie surtout depuis que la Bessarabie est devenue une partie de l'Empire russe, et que le reste des principautés danubiennes a été gouverné par la Russie.

### Période communiste
La cuisine roumaine a dû s’adapter à la pénurie alimentaire dont a souffert le peuple durant la dictature communiste, lorsque la « nomenklatura », qui ne faisait jamais la queue dans les magasins, ayant accès à la Casa de comenzi (commandes par téléphone, livrées à domicile), se réservait les meilleurs fruits et légumes, le blanc du poulet, le jambon ou le gigot, tandis que la population devait se contenter de végétaux blets, de pattes de poulet (surnommées tacâmuri : « fourchettes »), de cartilages et d’os. De cette époque datent de très nombreuses « blagues tristes » dont deux suffiront à titre d’exemple : « Trois chiens discutent : un français, un moldave et un roumain ; le français dit : « -je m’ennuie un peu, mais quand j’aboie, on m’apporte de la viande » ; le roumain demande : « -c’est quoi, la viande ? » et le moldave : « -c’est quoi, aboyer ? » » et « Un client ouvre la porte du magasin tout de blanc carrelé et demande : « -auriez-vous des saucisses ? » ; la vendeuse répond : « -vous vous trompez de magasin, ici on n’a pas de médicaments, c’est en face qu’ils n’ont pas de viande » ».
Des recettes originales recyclant des produits courants sont créées, comme le salam de biscuiți (salami de biscuits), ou encore la fasole bătută (purée de haricots sarcastiquement baptisée icre de fasole littéralement « caviar de fayots »), substitut de la véritable salată de icre, alors introuvable car les œufs de poissons étaient réservés à l’élite des « camarades les plus méritants » (les dirigeants). Le régime lui-même n’était pas en reste : alors qu’il se réservait le salam de Sibiu et le café véritable, il faisait fabriquer, pour les citoyens ordinaires, du salami au soja et, à la place du café, un mélange torréfié constitué d’avoine, d’orge, de pois chiches, de résidus de haricots ou de lentilles et d’un peu de café, que le peuple a appelé nechezor, nom qui provient du verbe a necheza signifiant hennir en français, donc bon pour les chevaux.
Les sarmales sont restées l’incontournable plat national, mais en remplaçant les ingrédients traditionnels introuvables comme les feuilles de chou et la viande hachée, par des feuilles de tilleul et du salami au soja haché.

#### Gastronomie roumaine dans le monde aujourd'hui
Au début du XXIe siècle est apparue la Fanta Shokata, un soda dérivé de la socată.
En août 2009, le magiun de prune Topoloveni remplace la marmelade des américains dans toutes les bases de l’OTAN en Roumanie.

## Particularités régionales

### Valachie

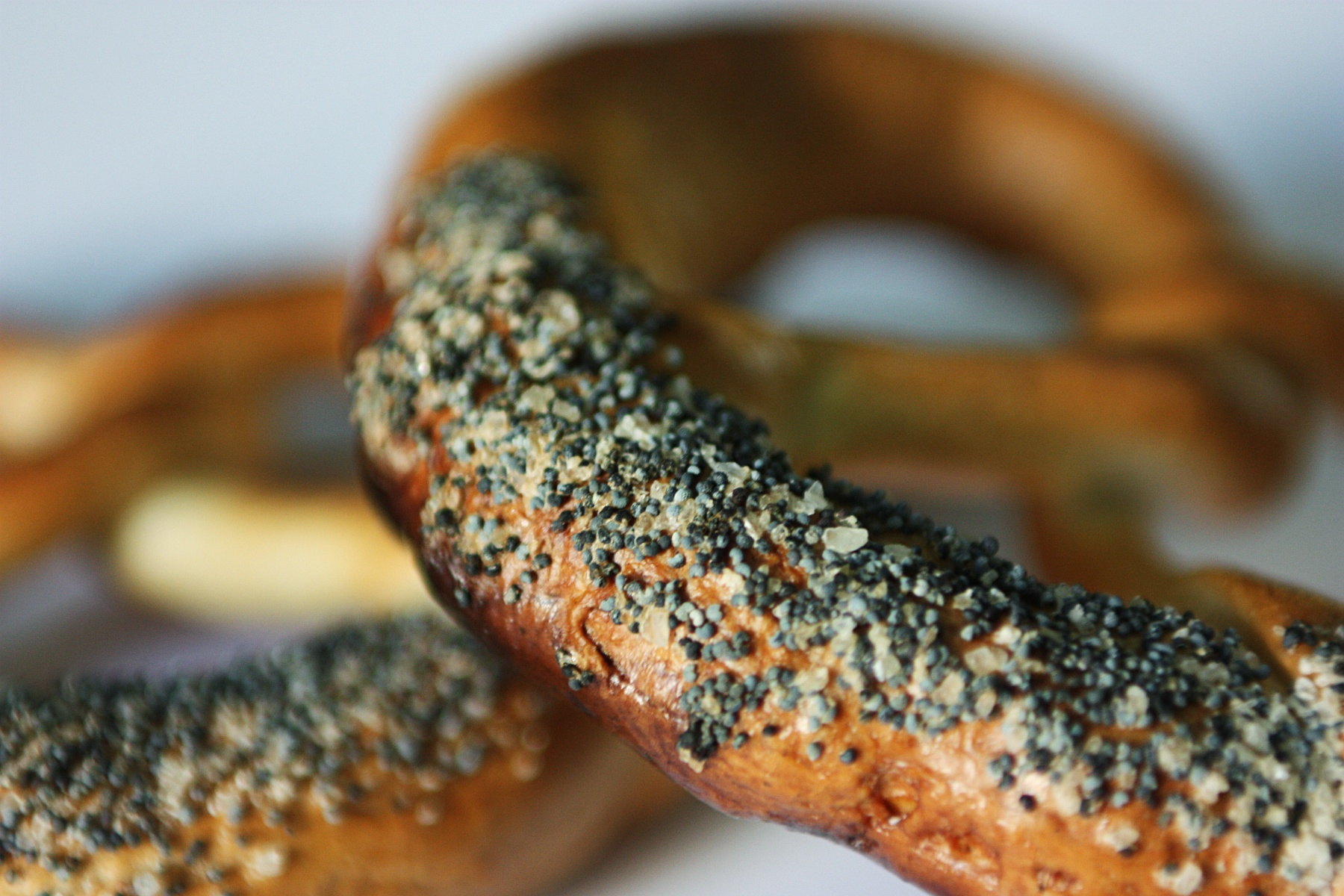
Gros plan de covrigi.

L'Olténie, la Munténie et, par moments, la Dobrogée ont formé jadis la Valachie historique, voisine de la Bulgarie et des Balkans, où l'on mange plus épicé. Le pastramă, l'ostropel, et les potroace sont originaires de cette région. L'Olténie est réputée pour ses saucisses. En Munténie l'on trouve les fameux covrigi de Buzău. La Dobrogée produit le fameux vin de Murfatlar et la proximité du littoral et du delta du Danube a donné notamment la ciorbă de pește ou la saumure d'esturgeon. On y prépare aussi l'agneau cuit au lait ou à la broche, le baklava et le halva, souvenirs de l'influence turque.

### Moldavie
La Moldavie roumaine, la Bucovine, la République moldave et le Bugeac (Bessarabie) ont formé jadis la Moldavie historique, qui a subi les influences de la Pologne, de l'empire d'Autriche et du monde russe et ukrainien. Ainsi, la cuisine moldave mêle crèmes et goûts acides, utilise davantage le chou (curechi), la pomme de terre et l'oignon. Entre autres spécialités, on trouve la ciulama et la tochitură. Dans ces régions, les sarmale sont aussi faites avec des feuilles de vigne. Les pârjoale moldovenești sont des boulettes de viande hachée et grillée avec de l'ail et des fines herbes.

### Transylvanie
En Transylvanie, l'influence allemande se ressent dans la variété des charcuteries, comme le salam de Sibiu ou la tobă, mais aussi par la consommation de potages épais et de chou. Le brânză de burduf est une des spécialités de cette région, ainsi que le năsal, un autre fromage, affiné dans une grotte à Țaga. Situées dans le nord-est et l'ouest de la région et du pays, les régions du Banat et de la Crișana ont été influencées par les cuisines hongroise et serbe : on y trouve le gâteau nommé kürtőskalács. Dans l'autre sens, la plăcintă (du latin placenta, « feuilleté ») est passée en Hongrie sous le nom de palacsinta. Au Banat, où une minorité serbe vit depuis le Moyen Âge, le blé, l'avoine, l'orge, le seigle et le maïs poussent abondamment, et les vins y sont de bonne qualité.

## Produits du terroir
La Roumanie tente de protéger et de faire connaître ses produits du terroir, non seulement au niveau national, mais aussi au niveau européen. En 2010, le magiun de prunes de Topoloveni a déjà obtenu l’appellation d’origine protégée. Parmi les prétendants à une protection, on compte entre autres les saucisses de Pleșcoi, mais aussi le salam de Nădlac et le savoureux pain de Pecica. Il existe en outre bien d'autres spécialités telles que l'Afinată, les Alivenci, les Balmoși, la boisson Bragă, la brânzoaică, le Bulz, le fromage Burduf, les Caltaboși, la Ciorbă de burtă, la Ciulama, les Cocoloși, le cake Cozonac, les pâtisseries Cornulețe, le cognac Divin, la Horincă, la Mămăligă in paturi, les Mititei grillés, le Fasole bătută, le fromage năsal, l'Ostropel, la Palincă (une eau de vie), le Pelin (un vermouth), les Plăcinte (feuilletés) au fromage, aux épinards, à la viande et autres, les Ardei umpluți, les Potroace, le salami de Sibiu, la Salată de vinete, les feuilles de chou farcies Sarmale, la Scorcolga, la boisson fraîche Socată, les Sfințișori, la Tochitură, l'eau de vie de prune nommée Țuică, la liqueur Vișinată (aux griottes), la Zacuscă de légumes, ou la liqueur Zmeurată (framboisée).